# Indizienbeweis
Ein Indizienbeweis in einem Gerichtsverfahren liegt vor, wenn von dem Vorliegen einer oder mehrerer Tatsachen (Indiztatsachen) auf die eigentlich zu beweisende Haupttatsache logisch geschlossen werden kann. Die Indiztatsachen müssen im Prozess voll bewiesen sein, also zur Überzeugung des Gerichts feststehen. Zum Beweis dienen alle herkömmlichen Beweismittel.
Im Zivilprozess trägt derjenige die Beweislast für die Indiztatsachen, der auch die Haupttatsache zu beweisen hat.
Beispiel: Es soll bewiesen werden, dass eine plötzlich defekte Bremsanlage einen Unfall verursacht hat. Die Bremsanlage wurde jedoch bei dem Unfall zerstört. Die Begutachtung scheidet also als Beweismittel aus. Indizien für den Defekt können jedoch sein, dass sich der Unfall in einer Situation ereignete, die nicht auf ein menschliches Versagen hindeutet, und dass die Aufprallgeschwindigkeit eine mangelnde Bremswirkung nahelegt. Ein Indiz für die Plötzlichkeit des Defekts wäre dagegen das einwandfreie Funktionieren der Bremse kurz vor dem Unfall.
Bei einem Strafprozess, bei dem auf Indizien als Beweismittel zurückgegriffen wird, spricht man umgangssprachlich von einem Indizienprozess.